# Відпрацьоване ядерне паливо

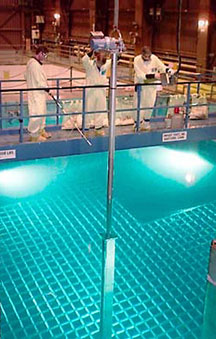
Басейн витримки відпрацьованого ядерного палива на АЕС

Відпрацьоване ядерне паливо (ВЯП, також «опромінене ядерне паливо»)  — витягнуті з активної зони тепловидільні елементи (ТВЕЛ) або їхні групи, тепловидільні збірки ядерних реакторів атомних електростанцій та інших установок (дослідних, транспортних та інших). Паливо вважають відпрацьованим, якщо воно надалі нездатне ефективно підтримувати ланцюгову реакцію (у звичайному ядерному реакторі).

## Характеристика
У більшості сучасних реакторів ТВЕЛ являє собою тонкостінну трубку з різних сплавів цирконію, в якій знаходяться «таблетки» сполук урану (найчастіше діоксиду урану) різного ступеня збагачення, довжиною 3 м (для ВВЕР) та близько 1-3 сантиметрів у діаметрі, з заглушками на кінцях, які забезпечують герметичність ТВЕЛу і його кріплення в ТВЗ.
Опромінене ядерне паливо, на відміну від свіжого, має значну радіоактивність через вміст великої кількості продуктів поділу (для реакторів ВВЕР приблизно 300 000 Кі в кожному ТВЕЛі) і має властивість самонагріватись на повітрі до високих температур (тільки що витягнуте приблизно до 300 °C) і після вилучення з активної зони реактора витримується 2 — 5 років у басейні витримки (ВВЕР) або на периферії активної зони реактора (реактор БН-600).
Після зменшення залишкового тепловиділення палива його відправляють на зберігання, поховання або переробку ВЯП. В Україні відсутні потужності і технології для переробки ВЯП. Одна з причин - відсутність технології, друга - без'ядерний статус України. Відповідно до угоди про нерозповсюдження ядерної зброї технології переробки ВЯП можуть освоювати тільки «ядерні» держави. У світі переробкою відпрацьованого ядерного палива займаються тільки Велика Британія, Франція, Росія та Японія.
Переробка ВЯП передбачає вилучення з нього елементів урану і плутонію для повторного використання в ядерно-паливному циклі - формування нових паливних збірок (МОХ-паливо, нітридне паливо). Найбільш перспективним з точки зору МАГАТЕ є підхід до переробки ВЯП, що передбачає повне замикання ядерно-паливного циклу з використанням реакторів на швидких нейтронах.
Станом на 2018 рік, найбільш активно[джерело?] технології замкнутого ядерно-паливного циклу розвиваються в Росії. Зокрема, у НДІ «Неорганічних матеріалів ім. Бочвара» спільно з фахівцями ФГУП «ПО «Маяк» відпрацювали технологію очищення технологічних розчинів від урану, плутонію і америцію до рівня низькоактивних розчинів. Була створена установка лужного осадження і мембранної тангенціальної фільтрації розчинів. В інституті заявляють, що при використанні установки утворюється значно менше вторинних відходів у порівнянні з використанням існуючих промислових фільтрів, а також збільшено час ефективної роботи фільтроциклу. Планується, що реалізація зазначеної технології сприятиме скороченню обсягів радіаційних відходів, що утворюються.
Станом на 2018 рік успішно експлуатуються 2 реактори на швидких нейтронах: БН-600 і БН-800 на Білоярській АЕС. Ведеться будівництво дослідно-демонстраційного центру з переробки ВЯП ВВЕР-1000 продуктивністю до 250 тонн на рік. Освоєно виробництво МОХ-палива та нітридного палива для реакторів на швидких нейтронах з використанням продуктів переробки ВЯП (уран і плутоній).

## Стан в Україні
Паливо Хмельницької, Рівненської та Південноукраїнської АЕС вивозилося на перероблювання (з реакторів ВВЕР-440 РАЕС) і тимчасове зберігання в Росію (з реакторів ВВЕР-1000).
ЧАЕС за роки експлуатації використала 21284 тепловидільні збірки, що зберігаються на сховищі відпрацьованого ядерного палива «мокрого» типу (СВЯП-1). Максимальний термін експлуатації СВЯП-1 обмежений до 2028 року. В майбутньому паливо з цих АЕС зберігатиметься на території України в централізованому сховищі відпрацьованого ядерного палива (ЦСВЯП) в Зоні відчуження ЧАЕС у якості тимчасового рішення на ближні 100 років:
Сьогодні в Україні на державному рівні не ухвалене остаточне рішення, що ж робити з відпрацьованим паливом. Переробляти – дорого, нема потреби, і виникають нові проблеми з радіоактивними відходами від перероблення. Захоронювати – не економічно, враховуючи скільки потенційного ядерного палива буде «закопано в землю», а також немає можливості (дослідження можливості остаточного захоронення відпрацьованого палива в нас у початковому стані)... Тому ми ... ухвалили рішення – почекати. Почекати та забезпечити тривале зберігання свого відпрацьованого палива у себе, на своїй території.
20 серпня 2021 року введено в експлуатацію Централізоване сховище відпрацьованого ядерного палива у Чорнобильській зоні відчуження. У сховище доправлятимуть відпрацьоване ядерне паливо з Рівненської, Хмельницької та Південноукраїнської атомних електростанцій.
18 січня 2024 року, згідно повідомлення Міністерства  енергетики України, попри загрози воєнного часу, Україна ввела в експлуатацію Централізоване сховище відпрацьованого ядерного палива.

### Розслідування
25 жовтня 2023 року, НАБУ і САП повідомили про підозру п’ятьом особам, учасникам організованої групи, які завдали майже 100 млн грн збитків ДП "НАЕК «Енергоатом»" на будівництві сховища відпрацьованого ядерного палива. Дії осіб кваліфіковано за ч. 5 ст. 191 КК України.